# Billard à bouchon

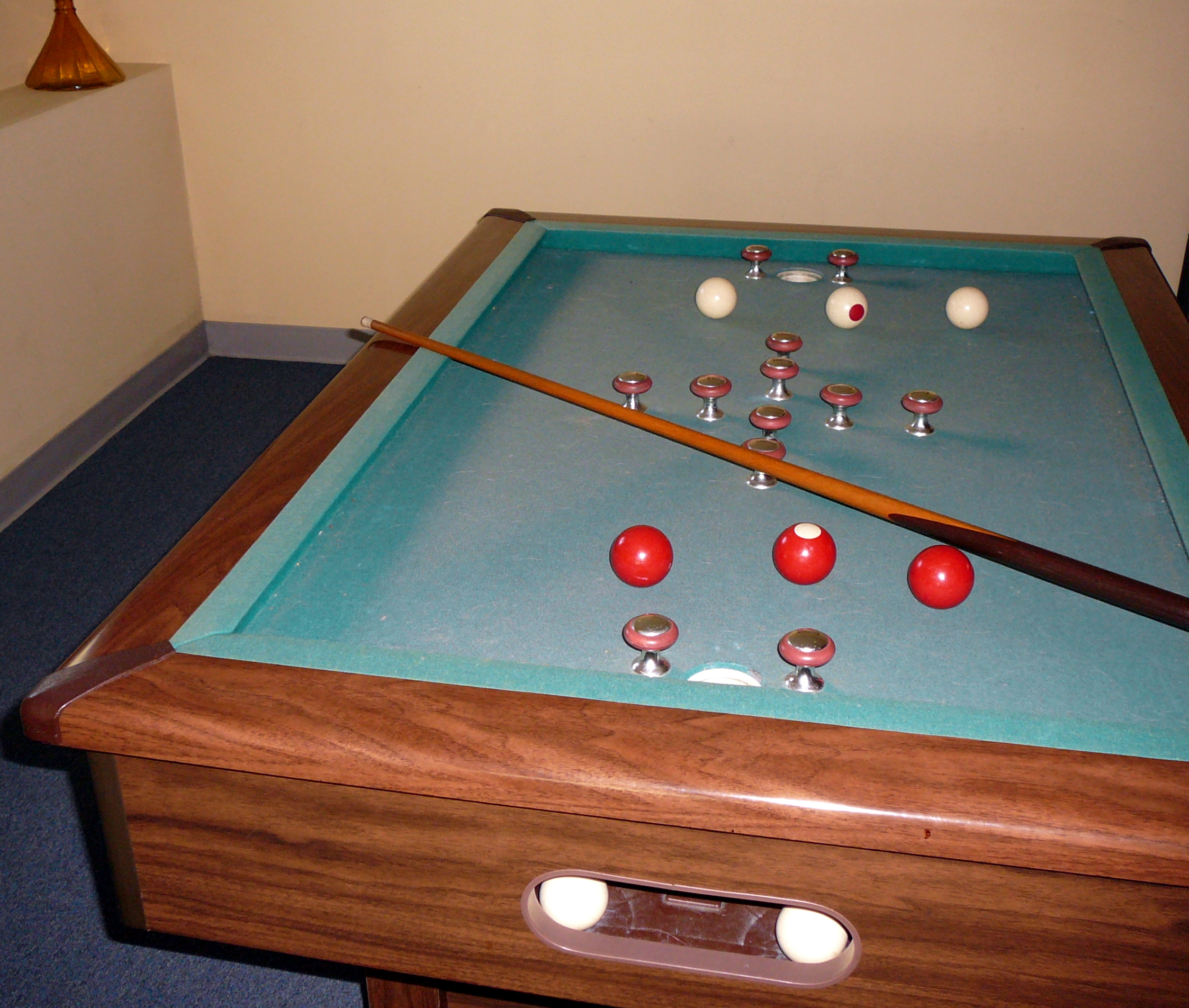
Un billard à bouchon

Le billard à bouchon, aussi appelé billard-golf, est un jeu de billard se jouant sur une petite table avec obstacles (appelés « bouchons » ou « champignons »,). Bien que des compétitions existent, c'est plutôt un jeu de particuliers, comme le carrom ou le billard Nicolas. Dans les années 1930 et 1950, on le trouvait dans des cafés, soucieux de proposer des nouveautés à leur clientèle. Il est resté populaire en Belgique.
Bien qu'appelé billard-golf, le jeu ne partage rien avec le golf. 
La table est percée de deux trous, chacun entouré de deux bouchons, trous situés au milieu de chacun des petits côtés, à proximité immédiate de la bande. Huit autres bouchons sont placés en croix au centre de la table pour servir d'obstacles.
Le jeu comporte 5 boules rouges et 5 boules blanches.
La partie se joue à deux joueurs (éventuellement à quatre par équipe de deux). Chaque joueur se voit attribuer une couleur de boule.
Le but du jeu consiste à rentrer  (« empocher »)  toutes ses boules dans le but (« la poche ») adverse.

## Règles du jeu
Les joueurs jouent l'un après l'autre et uniquement leurs propres boules. Pour déterminer quel est le joueur qui commence, chacun des joueurs place une boule de son côté et la joue en même temps que l'autre joueur et en utilisant une bande,. Celui dont la boule est le plus proche du but adverse (sans la rentrer) peut commencer,. En cas d'égalité le coup est rejoué en changeant de bande.
Les joueurs placent ensuite leurs cinq boules en ligne, deux de chaque côté de leur but et une juste devant et le joueur qui a gagné le droit de jouer en premier frappe une de ses boules.
Pour qu'une boule soit rentrée valablement dans le but du joueur adverse, il faut avant qu'elle ait touché une bande, un bouchon ou une boule de l'adversaire mais elle ne doit pas toucher (« caramboler ») une boule de même couleur (une des boules du tireur). Certaines variantes du jeu permettent de la rentrer directement.
Le jeu de défense est accepté, donc un joueur peut repousser une boule adverse avec une de ses boules.
Un joueur ayant rentré une de ses boules dans le but adverse rejoue. Donc comme au billard américain, une partie peut se terminer (« fermer la table ») en une seule reprise.
Pénalités
- Si un joueur fait entrer une de ses boules dans son propre but, son adversaire enlève du jeu deux de ses boules[2],[1] (dans une variante, c'est le joueur fautif qui choisit les deux boules de son adversaire à enlever[1]). Le joueur ayant commis la faute rejoue[2].
- Si un joueur fait entrer une des boules de son adversaire dans l'un des deux trous, la boule est alors considérée comme valablement rentrée[2],[1]  (comme si c'est son adversaire qui l'avait jouée) et c'est au tour de l'adversaire de jouer[2].
- Si le joueur sort une de ses boules du billard, la boule sortie est replacée derrière un des bouchons gardant le but du joueur ayant sorti sa boule[2] et le joueur adverse a le droit de joueur deux fois de suite[2].
- Si un joueur sort une des boules du joueur adverse, la boule est placée par ce dernier face au trou du joueur fautif[2],[1] et c'est au tour du joueur adverse de jouer[2].

La partie est gagnée par le joueur qui n'a plus de boules sur la table.

## Compétitions et variantes
Des compétitions de billard-golf existent principalement aux États-Unis, en Allemagne et en Belgique. Une norme internationale a été définie pour les tables. Le champion belge de billard français, Peter de Backer, fut champion de Belgique de billard-golf.
En Belgique, les principales villes organisant des concours sont Charleroi, Liège, La Louvière, Mons et Anvers. Le règlement varie selon la province. Du côté d'Anvers, par exemple, on joue en direct. C'est-à-dire que le joueur peut ne toucher aucune bande, aucun bouchon ni bille et rentrer directement sa boule dans le but adverse.